# Felons and Revolutionaries
Felons and Revolutionaries è l'album di debutto dei Dope pubblicato nel 1999.

## Tracce
1. Pig Society
2. Debonaire
3. Everything Sucks
4. Sick
5. Kimberlys Ghost
6. Spine For You
7. One Fix
8. Fuck tha Police
9. Intervention
10. America the Pitiful
11. Shit Life
12. Wake Up
13. I Am Nothing
14. You Spin Me Round

## Formazione
- Edsel Dope - voce, chitarra ritmica, tastiere
- Sloane "Mosey" Jentry - chitarra
- Tripp Eisen - chitarra
- Simon Dope - tastiera, percussioni
- Acey Slade - basso
- Preston Nash - batteria